# Attentato al World Trade Center del 1993
L'attentato al World Trade Center del 1993 è stato un attacco terroristico avvenuto il 26 febbraio 1993, quando un furgone-bomba esplose nel parcheggio sotterraneo del World Trade Center a Manhattan. Venne impiegata una miscela di nitrourea e gas idrogeno dal peso di circa 680 kg con l'intenzione di causare l'implosione delle Torri Gemelle e la morte di migliaia di persone. Le strutture portanti primarie non subirono danni, ma rimasero uccise 6 persone e ci furono 1.042 feriti. Per l'FBI si trattò del più grosso ordigno artigianale mai costruito.

## La pianificazione
La pianificazione dell'attentato al World Trade Center iniziò il 1º settembre 1992, quando Ahmed Ajaj, originario della Palestina, e Ramzi Yusuf, nato in Kuwait da padre pakistano e madre palestinese e nipote di Khalid Sheikh Mohammed, che in seguito sarà l'organizzatore degli attentati dell'11 settembre 2001, arrivarono negli Stati Uniti dal Pakistan atterrando all'aeroporto John F. Kennedy di New York. Il primo fu arrestato e in seguito condannato a 6 mesi di carcere perché era in possesso di un passaporto svedese falso, e la sua valigia, che conteneva manuali sulla costruzione di bombe e libri di propaganda anti-americana, fu confiscata. Yusuf arrivò invece con un passaporto iracheno falso e fece domanda di asilo politico, ma fu arrestato per essere entrato negli Stati Uniti senza il necessario visto. Fu però rilasciato su cauzione, e poco dopo si mise in contatto con un altro cospiratore, Mohammed Salameh, anch'egli originario della Palestina.
Nonostante Ajaj fosse stato imprigionato e i suoi libri sulla fabbricazione di ordigni confiscati, Yusuf, il capo dei cospiratori, riuscì ugualmente a comunicare con lui grazie ad un sistema di telefonate a tre: Yusuf telefonava ad un altro cospiratore, Eyad Ismoil, originario della Giordania, il quale a sua volta telefonava in prigione ad Ajaj dal negozio di alimentari di Dallas in cui lavorava. Grazie a queste telefonate, per i cospiratori fu possibile la preparazione dell'attentato. Il materiale con cui fabbricare la bomba fu depositato in un magazzino del New Jersey affittato da Salameh, il quale il 1º gennaio 1993 affittò un appartamento nella città di Jersey City insieme a Ramzi Yusuf e ad Abdul Rahman Yasin, nato negli Stati Uniti da genitori iracheni, al fine di utilizzarlo per assemblare l'ordigno esplosivo insieme agli altri cospiratori, tra cui vanno annoverati anche l'ingegnere chimico Nidal Ayaad, nato in Kuwait da genitori palestinesi, e Mahmoud Abouhalima, immigrato negli Stati Uniti dall'Egitto e considerato vicino ad El Sayyed Nosair, uno degli assassini del rabbino estremista Meir Kahane, ucciso a Manhattan nel 1990 da un gruppo di integralisti islamici, e ad Omar Abd al-Rahman, soprannominato lo sceicco cieco e ritenuto il leader spirituale del gruppo terroristico Al-Jama'a al-Islamiyya.

## L'esecuzione
Il 22 febbraio 1993, Eyad Ismoil raggiunse gli altri cospiratori a New York da Dallas. Il giorno successivo, Mohammed Salameh noleggiò un furgone giallo presso la Ryder, una compagnia statunitense di noleggio di furgoni e trasporti, sul quale furono caricati l'ordigno esplosivo e alcune bombole di idrogeno, che servivano ad amplificare l'effetto dell'esplosione. La sera del 25 febbraio, Ramzi Yusuf ed Eyad Ismoil raggiunsero con il furgone carico di esplosivo un albergo di Manhattan, dove passarono la notte, e Salameh, al fine di procurarsi un alibi, ne denunciò il furto alla polizia del New Jersey. L'indomani, Ismoil e Yusuf piazzarono il furgone nel parcheggio sotterraneo del World Trade Center intorno a mezzogiorno. Alle 12:17:37 locali la bomba esplose generando approssimativamente una pressione di 1034,1 MPa che provocò un cratere di circa 30 m, la rottura dell'impianto idrico ed energetico e un black out di onde-radio nell'intera area di Manhattan, linee telefoniche comprese. Una colonna di fumo raggiunse il 93º piano di entrambe le torri, soprattutto attraverso le scale, tanto che rese molto difficile evacuare gli edifici e molti occupanti rimasero intossicati a causa dell'inalazione. Centinaia di persone, tra cui 17 bambini, rimasero intrappolate negli ascensori bloccati per cinque ore. Durante l'attacco morirono sei persone e altre 1.042 furono ferite, la maggior parte durante l'evacuazione.
Circa nove minuti dopo l'esplosione giunsero sul posto i vigili del fuoco, la polizia e le ambulanze, incaricati di evacuare le aree interessate dall'esplosione e soccorrere eventuali feriti. Durante le operazioni di salvataggio, 28 persone con problemi medici vennero soccorse tramite elicotteri della polizia, 15 rimasero ferite a causa dell'esplosione e 20 persone ebbero problemi cardiaci; inoltre un pompiere venne ricoverato in ospedale, mentre altri 87 pompieri, 35 poliziotti e un operaio rimasero feriti negli incendi che seguirono.
Le torri tuttavia non crollarono, ma se il furgone fosse stato parcheggiato accanto alle fondamenta in cemento del World Trade Center, l'obiettivo di Yusuf avrebbe potuto essere raggiunto in quanto la Torre Nord sarebbe potuta collassare verso la Torre Sud, distruggendole entrambe. L'esplosione danneggiò in particolare il Marriott Hotel, che dopo un lavoro di ristrutturazione verrà riaperto solo nel novembre dell'anno successivo.

## Le indagini e i processi
Due giorni dopo l'esplosione, gli agenti dell'FBI trovarono un telaio e, grazie al suo numero di identificazione, risalirono al furgone noleggiato da Mohammed Salameh, il quale ne aveva denunciato il furto il giorno prima dell'attentato e aveva più volte provato a recuperare i soldi della cauzione al fine di espatriare, come avevano fatto Ramzi Yusuf, Eyad Ismoil e Mahmoud Abouhalima, i quali riuscirono a raggiungere i rispettivi Stati di origine subito dopo l'attentato. Il 4 marzo 1993, mentre tentava nuovamente di ottenere la restituzione della cauzione, Salameh fu arrestato dagli agenti dell'FBI. Lo stesso giorno, gli agenti federali arrestarono anche Abdul Rahman Yasin, che condivideva l'appartamento con Salameh. Egli però fu immediatamente rilasciato per insufficienza di prove, e una volta liberato si stabilì in Iraq. Qualche giorno dopo, furono arrestati anche altri complici: Nidal Ayaad, nel cui computer furono trovati dei messaggi inviati al New York Times in cui rivendicava l'attentato e ne minacciava altri, Mahmoud Abouhalima, che fu estradato dall'Egitto dopo essere stato arrestato per cospirazione contro il presidente Hosni Mubarak, e Ahmed Ajaj, il quale aveva appena finito di scontare la pena per essere entrato negli Stati Uniti con un passaporto falso. Nel marzo del 1994, i quattro imputati furono giudicati colpevoli di cospirazione, distruzione di proprietà, trasporto di esplosivo e omicidio plurimo, e due mesi dopo furono condannati dal giudice a 240 anni di reclusione ciascuno. Ramzi Yusuf ed Eyad Ismoil furono estradati rispettivamente dal Pakistan e dalla Giordania nel 1995: nel novembre del 1997 furono anch'essi giudicati colpevoli per gli stessi reati contestati ai loro complici e nell'aprile del 1998 furono condannati anch'essi a 240 anni di prigione. In seguito, anche Yasin fu incriminato per l'attentato, ma non è mai stato rintracciato, neanche a seguito dell'invasione dell'Iraq del 2003. Pur non essendo direttamente coinvolto, fu condannato all'ergastolo per cospirazione sediziosa anche lo sceicco Omar Abd al-Rahman.

## Monumenti
Una fontana di granito in memoria delle vittime fu disegnata da Elyn Zimmerman e dedicata nel 1995 in Austin J.Tobin Plaza, sul luogo dell'esplosione. Conteneva i nomi delle vittime e la seguente scritta:
Durante gli attentati dell'11 settembre 2001 la fontana venne distrutta insieme alle torri gemelle, ma fu ritrovato un frammento con il nome "John", che venne poi usato come nuova memoria in onore alle vittime dell'attacco del 2001.